# 항독소

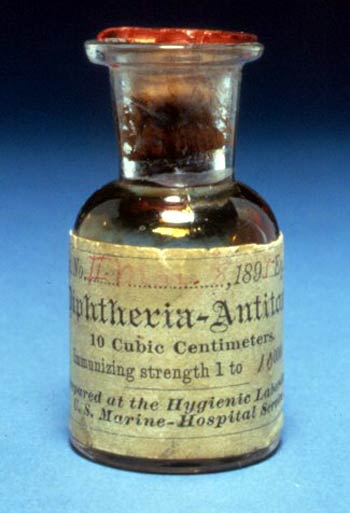
디프테리아 항독소 1895년

항독소(영어: Antitoxin)는 몸에 들어온 세균성 독이나 독소의 독성을 중화시킬 수 있는 체내에서 만들어지는 항체를 가리킨다. 특정 동물이나 식물 및 박테리아에 의해 생성되는 독소 노출에 반응하여 중화를 진행한다. 독소를 중화하는 것이 가장 항독소의 목표이지만, 중화 과정 중에 박테리아나 미생물을 죽일 수 있다.

## 항독소 생성과 사용
항독소는 동물의 독이나 세균의 독소에 대한 항체로 독소를 중화하는 작용을 한다. 포르말린 등의 약품으로 독소를 무력화 한 후에, 소나 말 등의 동물에 주사하여 항혈청을 얻는다. 약화된 독소 혹은 톡소이드(toxoid, 독소를 무독화시킨 것)를 동물에 반복적으로 주사하면, 독성물질에 대한 항체가 생성되는데 그것을 항독소혈청 또는 항독소라고 부른다. 이렇게 얻어진 항독소는 뱀이나 전갈 등 독이 있는 동물에 물렸을 경우, 치료제로 투여된다. 디프테리아 항독소, 파상풍 항독소 등이 있다. 일시적인 수동 면역을 통해서 질병을 치료하는데 사용이 된다. 혈청성 질병(다른 종으로 인해서 혈청이 맞지 않아 유발되는 문제)을 예방하기 위해서 같은 종에서 얻은 항독소를 사용하는 것이 좋다. (예: 인간 항독소를 이용하여 인간을 치료)

## 항독소 역사
- 1887년 초 에밀 베링이 본에서 파상풍 면역 흰 쥐의 혈청에 탄저균을 중화시키는 물질이 있음을 발견했다. 그는 이것을 "저항"이라 인식했다.[4]
- 1888년 에밀 베링이 군대 약품을 위해 베를린 의학 아카데미에 짧게 파견됨[4]
- 1889년 로베르트 코흐가 지도하는 베를린 대학교 위생 연구소에 입사[4]
- 1890년 12월 4일, 베링과 키타사토 시바사부로(Kitasato Shibasaburō)는 혈청 치료에 관한 첫 논문을 발표했다. 12월 11일, 베링이 서명한 또 다른 보고서는 파상풍 치료뿐만 아니라 디프테리아에서도 혈청 치료에 대해 언급했다.[4]
- 1890년 에밀 베링과 그의 동료들에 의해서 디프테리아와 파상풍에 대한 항독소가 최초로 생산되었다. 디프테리아 치료에 디프테리아 항독소를 사용하는 것은 저명한 의학 학술지 란셋에 의해 "급성 전염병의 의학적 치료에서 19세기의 가장 중요한 진보"로 언급되었다.[5][6]
- 1891년 파울 에를리히는 식물성 독소도 유기체에 항독소를 형성한다는 것을 증명하였고, 베링의 이론을 확인시켜 주었다.[4]
- 1924년 성홍열의 항독소가 개발되었다.[7][8]

## 같이 보기
- 항혈청
- 에밀 아돌프 폰 베링